# IBM Visual Age
IBM Visual Age war eine Integrierte Entwicklungsumgebung von IBM für viele Programmiersprachen wie C, C++, Smalltalk und Java. Zusätzlich gab es ein „VisualAge Generator“ genanntes Plugin, das sowohl für die Smalltalk-, als auch für die Java-Umgebung verfügbar ist, und dazu dient, in einer Cobol-ähnlichen 4GL-Programmiersprache Hostanwendungen für IBM-Rechner zu entwickeln. Dabei konnte man Quellcode in verschiedenen Sprachen erzeugen, wie Cobol, C++ oder Java, woher der Name „Generator“ stammt. Dieser ging im Eclipse-Zeitalter  im WebSphere Studio Enterprise Developer auf. Die 4GL-Sprache hierzu nennt sich Enterprise Generation Language (EGL).
IBM Visual Age für Java wurde vom Open-Source-Projekt Eclipse abgelöst, für das IBM mit dem Rational Application Developer eine mächtige Erweiterung anbietet.

## Entwicklungsgeschichte
1992 gründeten Apple und IBM gemeinsam Taligent, das auf dem Pink-Betriebssystem von Apple mit seiner ausgeklügelten objektorientierten Compiler- und Anwendungsframework-Technologie basierte.

Die Partnerschaft wurde aufgelöst.  Die bis dahin entstandenen Produkte wurden in Visual Age integriert, beginnend mit dem Compound Document Framework zur OLE-Objekt-Verarbeitung in VisualAge C++ 3.5 für Windows.

1997 kam die erste Version der Tligent-Technologie mit der Open Class in VisualAge C++ 4.0. Diese SDK-Adaption enthielt die CommonPoint-Frameworks für Desktop (für einheitliche OCX- oder OpenDoc-Komponenten), Web (WebRunner zum Erstellen zusammengesetzter Drag-and-Drop-Dokumente für das Web und Server-CGIs), Grafiken für die 2D-GUI, internationalen Text für Unicode, Dateisysteme, Drucken und Unit-Tests. 

Die Mitglieder der VisualAge-Familie wurden in Smalltalk geschrieben, Die IBM-Implementierung von Smalltalk wurde von Object Technology International produziert, das in den IBM-Konzern integriert wurde.
VisualAge für Java basierte auf einer erweiterten virtuellen Smalltalk-Maschine, die Smalltalk- als auch Java-Bytecodes ausführt. Java Natives wurden in Smalltalk implementiert.
Die VisualAge Micro Edition für eingebettete Java-Anwendungen und die systemübergreifende Entwicklung war eine Neuimplementierung der IDE in Java. Diese wurde in das Eclipse Framework umgewandelt.
Die Mitglieder der Produktfamilie wurden durch die WebSphere Studio-Produktfamilie ersetzt.

2005 erwarb der Smalltalk-Spezialist Instantiations Inc. alle Rechte an IBM VisualAge Smalltalk-Produkten und entwickelt diese als VA Smalltalk für Windows, AIX, Linux und Solaris weiter (Stand 2025).

Die C-, C++- und Fortran-Compiler für AIX, Linux und z/OS wurden dagegen von IBM in die XL C/C++-Serie umbenannt.

## Unterstützte Programmiersprachen in der VisualAge-Familie
- Smalltalk
- C++
- COBOL
- PL/I
- BASIC
- Java
- RPG

## Versionen

### VisualAge (Smalltalk)
| Version | Betriebssysteme                                   | Datum | Beschreibung                                              |
| ------- | ------------------------------------------------- | ----- | --------------------------------------------------------- |
| 1.0     | OS/2 2.1                                          | 1993  |                                                           |
| 2.0     | OS/2 2.1, Windows                                 | 1994  | Portabilität zwischen OS/2 und Windows, SOM-Unterstützung |
| 3.0     | OS/2 2.1, Windows                                 | 1995  |                                                           |
| 4.0     | OS/2, Windows                                     | 1995  |                                                           |
| 4.5     | OS/2, Windows, AIX, Solaris, HP-UX                | 1995  |                                                           |
| 5.0     | OS/2, Windows, AIX, Solaris, HP-UX                | 1995  |                                                           |
| 5.5     | OS/2, Windows, AIX, Solaris, HP-UX                | 1995  |                                                           |
| 6.0     | OS/2, Windows, AIX, Solaris, HP-UX, Red Hat Linux | 1995  |                                                           |
| 7.0     | Windows, AIX, Solaris, HP-UX, Red Hat Linux       | 2005  | Erstes Release der Firma Instantiations                   |
| 7.5     | Windows, AIX, Solaris, HP-UX, Red Hat Linux       | 2007  |                                                           |
| 8.0     | Windows, AIX, Solaris, Linux                      | 2009  |                                                           |
| 8.5     | Windows, Linux                                    | 2011  |                                                           |
| 8.6     | Windows, Linux                                    | 2013  |                                                           |
| 9.0     | Windows                                           | 2017  |                                                           |

### VisualAge C++
| Version | Betriebssysteme  | Datum | Beschreibung                         |
| ------- | ---------------- | ----- | ------------------------------------ |
| 3.0     | OS/2             | 1995  |                                      |
| 3.5     | Windows NT       | 1996  | Vergleichstest mit anderen Compilern |
| 3.6.5   | OS/2, Windows    | 1997  |                                      |
| 4.0     | OS/2, Windows    | 1998  |                                      |
| 4.5     | Windows NT, 2000 | 2000  |                                      |
| 6.0     | AIX 4.3.3        | 2003  | ISO C99                              |

### VisualAge COBOL
| Version | Betriebssysteme  | Datum | Beschreibung                       |
| ------- | ---------------- | ----- | ---------------------------------- |
| 1.1     | OS/2             | 1995  |                                    |
| 1.2     | OS/2, Windows    | 1996  |                                    |
| 2.0     | OS/2, Windows    | 1997  |                                    |
| 2.2     | OS/2, Windows    | 1998  |                                    |
| 3.0     | Windows NT, 2000 | 2000  | Letzte Überarbeitung: 3.0.7 (2003) |

### VisualAge for Java
| Version | Editionen                       | Betriebssysteme                       | Datum         | Beschreibung         |
| ------- | ------------------------------- | ------------------------------------- | ------------- | -------------------- |
| 1.0     | Professional, Enterprise        | OS/2 Warp, Windows 95, Windows NT 4.0 | 24. Juni 1997 | Java 1.1             |
| 2.0     | Professional, Enterprise        | OS/2, Windows                         | 1998          |                      |
| 3.0     | Entry, Professional, Enterprise | OS/2, Windows                         | 1999          |                      |
| 3.5     | Professional, Enterprise        | Windows                               | 1999          |                      |
| 4.0     | Professional, Enterprise        | Windows 98, NT, 2000                  | 26. Juni 2001 | JSP 1.1, Servlet 2.2 |

### VisualAge PL/I
| Version | Betriebssysteme      | Datum | Beschreibung |
| ------- | -------------------- | ----- | ------------ |
| 1.0     | OS/2                 | 1996  |              |
| 2.0     | Windows NT           | 1999  |              |
| 2.1     | Windows NT, 2000, XP | 2002  |              |